# قاع الحوض
قاع الحوض أو غشاءالحوض يتكون من ألياف العضلات الرافعة لل شرج، والعضلات العصعصية، والنسيج الضام المرتبطة بها والتي تمتد على مساحة تحت الحوض.غشاء الحوض هو قسم العضلات التي شكلتها العاني الرافعي والعصعصي، التي يمكن إدراجها مع لفافة الحوض الجدارية على الجوانب العليا والسفليه. قاع الحوض من فوق يفصل تجويف الحوض من منطقة العجان (بما في ذلك العجان) أدناه.

## الهيكل
العاني الرافعي على اليمين واليسار، تقع أفقيا في قاع الحوض، الفجوة الضيقة المفصوله التي تنقل مجرى البول، قناة المهبل والشرج. عادة ما يتكون العاني الرافعي من ثلاثة أجزاء: العانية العصعصية، العصعصية، والحرقفية العصعصية. العانية العصعصية، الجزء الرئيسي من الرافعة، يعمل في الخلف للجسم من العانة حتي العصعص، ويمكن أن تتلف أثناء الولادة. يتم تشكيل بعض الألياف في البروستاتا، مجرى البول والمهبل.
```
العانية المستقيمية علي اليمين واليسار يتم اتحادها خلف تقاطع الشرجي لتشكيل حبال العضلات. حيث يعتقد البعض بأنها جزء من العضلة العاصرة الشرجية. العصعصية الحرقفيه، الغالبية الخلفيه وجزء من رافعة للشرج، هي سيئة التطور غالبا.
```

العصعصية، تقع خلف العاني الرافعي والوتري بقدر كبير للعضلات، يمتد من العمود الفقري ischial إلى الهامش الجانبي من العجز والعصعص.
تجويف الحوض الحقيقي، لديه قاع الحوض وله أدنى حدود (حافة الحوض حيث تصل إلى الحافة العلوية). العجان عند قاع الحوض ليصل إلى الحدود العليا.
بعض المصادر لا تعتبر تطابق «الحوض» و«غشاء الحوض»، مع «الحجاب الحاجز» التي تتكون فقط من العاني الرافعي والعصعصية، في حين أن «الأرضية» تشمل غشاء العجان وحقيبة العجان العميقة. عالرغم من ذلك، تشمل المصادر الأخرى اللفافة كجزء من الحجاب الحاجز.
من الخلف، قاع الحوض يمتد الي مثلث الشرج.
قاع الحوض به اثنين من الفجوات (الثغرات): الفرجة البولية التناسلية لمجرى البول والمهبل حيث تمر إلى الأمام، وفرجة لقناة الشرج المستقيم تمر عبر الخلف.

## الوظيفة
وظيفته تتضمن دعم أحشاء الحوض (الأعضاء)، على سبيل المثال المثانة والأمعاء والرحم (في الإناث)، والحفاظ على الحصر كجزء من المصرات البولية والشرج. يعمل على تسهيل الولادة عن طريق مقاومة نزول الجزء الظاهر، مما يسبب للجنين لتدوير نفسه للتنقل من خلال الزنار الحوضي. ويساعد في الحفاظ علي ضغط البطن.

## الأهمية السريرية
في النساء، العضلات الرافعة أو الأعصاب المغذيه لها، يمكن أن تتلف أثناء الحمل أو الولادة. هناك أدلة على أن بعض هذه العضلات أيضا قد تضررت خلال عملية استئصال الرحم. جراحة الحوض عن طريق «نهج العجان» (بين فتحة الشرج والعصعص) هو سبب الأضرار لقاع الحوض. وتشمل هذه الجراحة استئصال العصعص.
في اللاعبات، الصدمات للعجان نادرة ويرتبط مع رياضة معينة مثل التزلج على الماء وسباق الدراجات، ورياضة الفروسية.
أضرار قاع الحوض، لم تؤدي ل سلس البول فقط بل يمكن أن تؤدي إلى هبوط ناعم لأعضاء الحوض. يحدث هبوط أعضاء الحوض لدى النساء (مثل المهبل والمثانة والمستقيم، أو الرحم) أو إلى بروز خارج المهبل. أسباب هبوط أعضاء الحوض الغير مستبعدة، تساهم أيضا في سلس البول.
وتشمل هذه الحالات الغير مناسبة (عدم التكافؤ، الإفراط، عدم كفاية) العضلات، والاختلالات الناتجة عن الصدمة في الحوض. العمر، والحمل، والتاريخ العائلي، والحالة الهرمونية تشارك في تطوير هبوط أعضاء الحوض.تعليق المهبل الي مرفقات العجان، الحوض الجدار الجانبي والعجز عن طريق المرفقات التي تشمل الكولاجين، الإيلاستين، العضلات الملساء. يمكن القيام بعملية جراحيه ل إصلاح عضلات قاع الحوض. عضلات قاع الحوض يمكن تقويتها ب تمارين كيجل.
تشمل اضطرابات قاع الحوض الخلفي هبوط المستقيم، قيلة مستقيمية، فتق العجان، عدد من الاضطرابات الوظيفية بما في ذلك anismus. الإمساك بسبب أي من هذه الاضطرابات يسمى «الإمساك الوظيفي» وتحديده يتم عن طريق التشخيص السريري.
تمارين قاع الحوض (PFE)، المعروف أيضا باسم تمارين كيجل، قد تحسن من نمط وو ظيفة عضلات قاع الحوض، وهو ذات فائدة خاصة للنساء (وأقل عادة للرجال) ممن يعانون من اجهاد السلس البولي. على الرغم من ذلك، في كثير من الأحيان الامتثال لبرامج PFE ضعيف، عموما PFE غير فعال إلا إذا تم أدائها لسلس البول مع الارتجاع البيولوجي والتدريب تحت إشراف، في الحالات الشديدة قد لا يكون لها أي فائدة.يمكن تقدير نغمة عضلات الحوض باستخدام مقياس العضلات العجانية، والذي يقيس الضغط داخل المهبل. قد يتم استخدام الدواء أيضا لتحسين الحصر. ففي الحالات الشديدة، يمكن استخدام الجراحة لإصلاح أو تغيير تحمّل قاع الحوض.
Perineology أو pelviperineology هو التخصص للتعامل مع الاضطرابات الوظيفية لثلاثة محاور (المسالك البولية، أمراض النساء وcoloproctological) لقاع الحوض.

## معرض صور

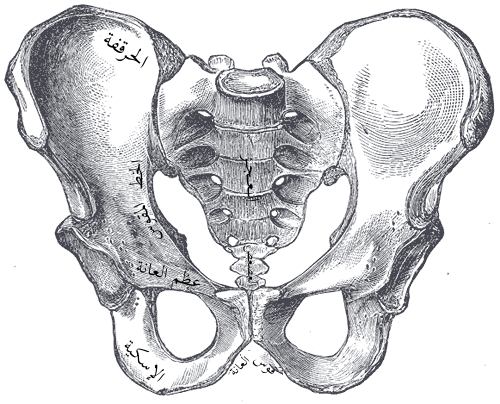
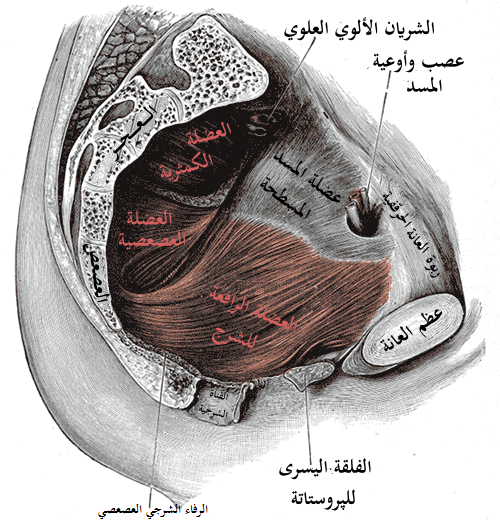
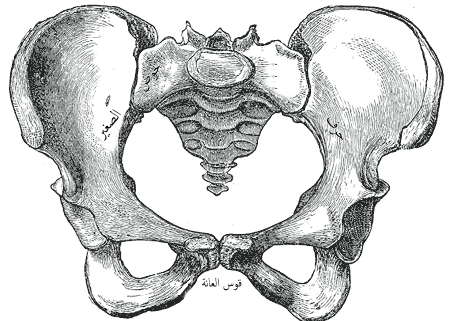